# 생방송 징검다리
생방송 징검다리는 매주 화요일 ~ 목요일 저녁 6시 10분 대구MBC로 방송되는 텔레비전 프로그램이다.

## 프로그램 소개
- 각종 지역소식과 화제의 인물, 오감을 자극하는 맛과 문화예술까지 - 다양하고 유용한 생활정보로 세대와 지역을 잇는 여러분의 '징검다리'가 되겠습니다!

## 화요일의 징검다리
- 대구 및 전국 방방곡곡의 각종 소식
- LTE연결 회식비를 쏜다! : 친구끼리~동료끼리~ '치느님'을 원하는 자, 줄을 서시오! 국악트로트가수 박규리와 함께 퀴즈미션을 통과하면 맛있는 '치느님'이 그대 품안에~
- 문화Link : 인디053의 이창원대표와 함께 이번주 지역문화계의 각종 소식을 짚어봅니다.

## 목요일의 징검다리
- 대구 및 전국 방방곡곡의 각종 소식
- LTE연결 문화현장, '핫스테이지' : 이번 주말을 위한 알찬 '문화생활가이드'! 문채영 리포터가 지금 가장 ‘핫’한 대구의 공연·전시장을 미리 찾아갑니다.
- 주말날씨

## 진행자
- 서상국, 김혜숙

## 같이 보기
- 생방송 오늘 저녁

| 대구MBC 화요일 ~ 목요일 프로그램 |                 |                              |
| 이전                             | 생방송 징검다리 | 다음                         |
| MBC 이브닝 뉴스                  | 생방송 징검다리 | MBC 일일연속극 돌아온 복단지 |
| 오후 5시                         | 저녁 6시 10분   | 저녁 7시 15분                |
|                                  |                 |                              |